# Хай-дайвінг на Чемпіонаті світу з водних видів спорту 2015

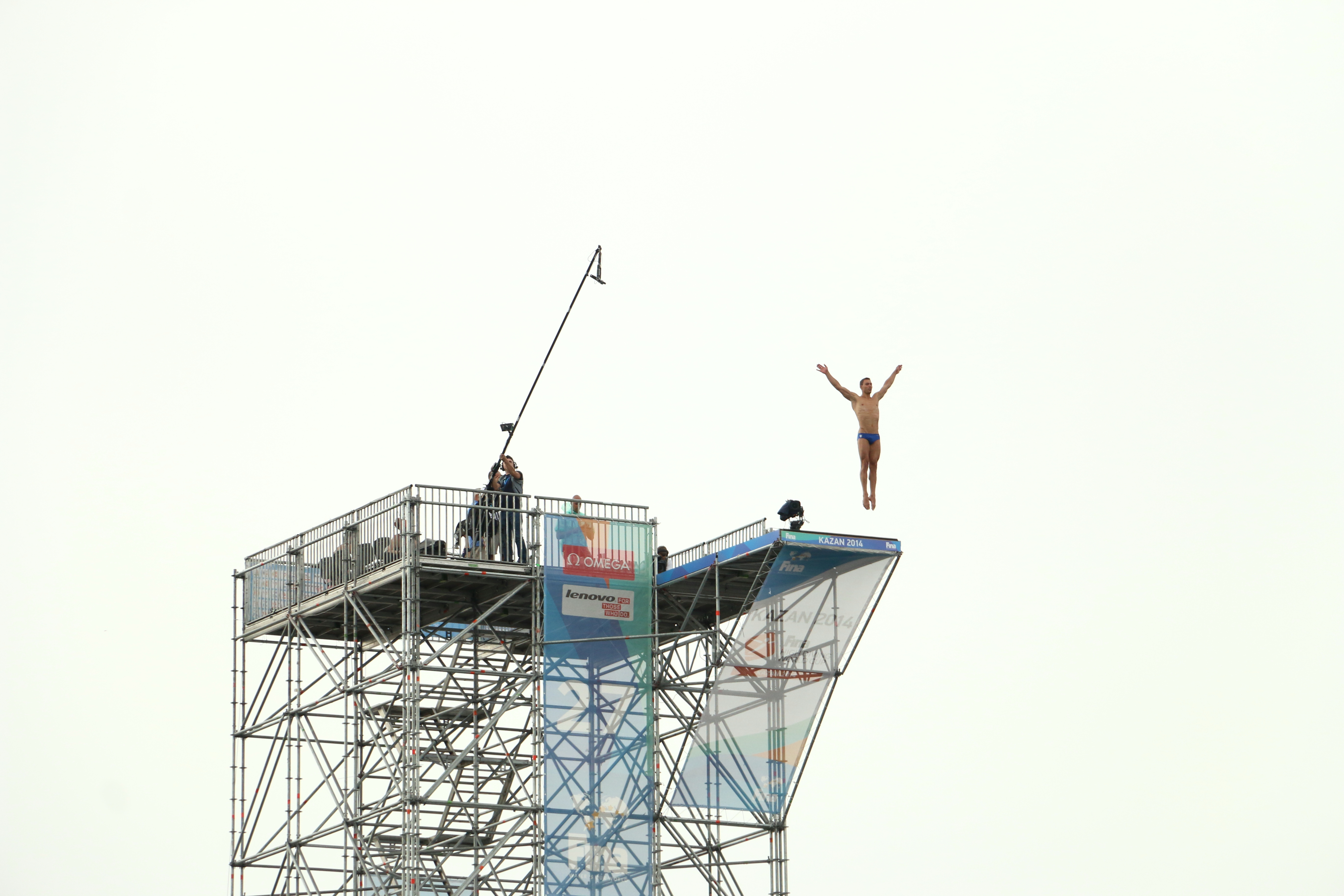
Вишка для хай-дайвінгу

Змагання з хай-дайвінгу на Чемпіонаті світу з водних видів спорту 2015 відбулися 3 і 5 серпня 2015 року в Казані (Росія).

## Розклад змагань
Розіграно два комплекти нагород.
Вказано місцевий час (UTC+3).
| Дата          | Час   | Дисципліна           |
| ------------- | ----- | -------------------- |
| 3 серпня 2015 | 14:00 | Чоловіки, раунди 1–3 |
| 4 серпня 2015 | 14:00 | Жінки, раунди 1–3    |
| 5 серпня 2015 | 14:00 | Чоловіки, раунди 4–5 |

## Медальний залік

### Таблиця медалей
| Місце               | Країна              | Золото | Срібло | Бронза | Загалом |
| ------------------- | ------------------- | ------ | ------ | ------ | ------- |
| 1                   | США                 | 1      | 1      | 0      | 2       |
| 2                   | Велика Британія     | 1      | 0      | 0      | 1       |
| 3                   | Мексика             | 0      | 1      | 0      | 1       |
| 4                   | Білорусь            | 0      | 0      | 1      | 1       |
| 4                   | Росія               | 0      | 0      | 1      | 1       |
| Загалом (5 збірних) | Загалом (5 збірних) | 2      | 2      | 2      | 6       |

### Медалі за дисциплінами
| Дисципліна | Золото                      | Золото    | Срібло                    | Срібло | Бронза                   | Бронза |
| ---------- | --------------------------- | --------- | ------------------------- | ------ | ------------------------ | ------ |
| Чоловіки   | Ґері Гант · Велика Британія | 629.30 CR | Хонатан Паредес · Мексика | 596.45 | Артем Сильченко · Росія  | 593.95 |
| Жінки      | Рейчелл Сімпсон · США       | 258.70    | Сесілія Карлтон · США     | 237.35 | Яна Нестряєва · Білорусь | 233.10 |